# Antarchaea duplicalis
Antarchaea duplicalis är en fjärilsart som beskrevs av Walker 1865. Antarchaea duplicalis ingår i släktet Antarchaea och familjen nattflyn. Inga underarter finns listade i Catalogue of Life.